# Silat

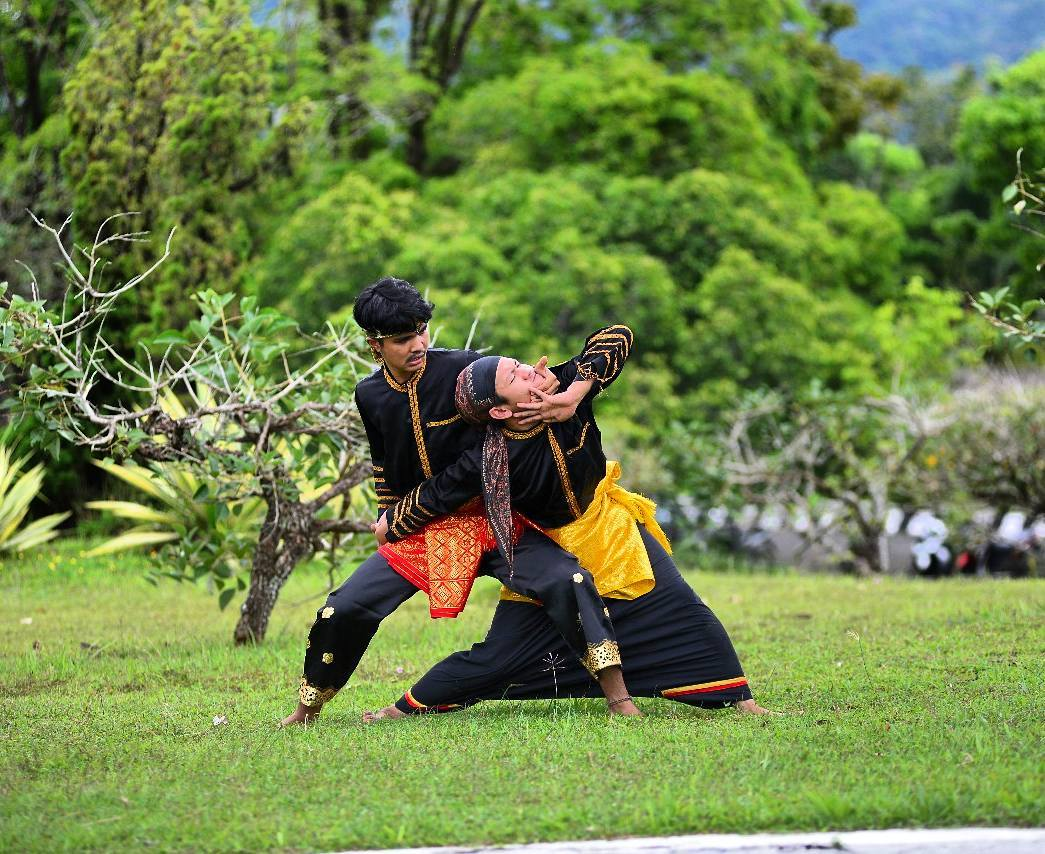
Silat phong cách truyền thống

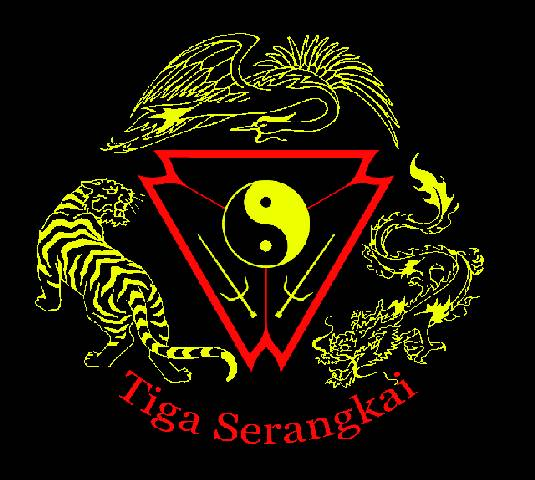
Logo của môn Silat

Silat là thuật ngữ chung cho một loại phong cách võ thuật từ quần đảo Nusantara và các khu vực địa văn hóa xung quanh của Đông Nam Á hải đảo. Theo truyền thống, võ thuật Silat được thực hành ở Brunei, Indonesia, Malaysia, Singapore, Nam Thái Lan, Nam Philippines và Nam Việt Nam. Có hàng trăm phong cách chiếu đất Silat khác nhau (aliran) và trường phái (perguruan) có xu hướng tập trung vào các đòn đánh, thao tác khớp, vũ khí hoặc một số sự kết hợp của chúng. Có một số câu chuyện kể chi tiết về lịch sử của các phong cách chiến đấu cụ thể của môn võ này, thường mang tính huyền thoại về nguồn gốc của Silat nói chung. Một trong những câu chuyện như vậy là về một người phụ nữ tên là Rama Sukana, người đã chứng kiến một trận chiến giữa một con hổ và một con diều hâu lớn, cô đã ghi nhớ động tác của các loài vật trong trận chiến này và áp dụng ngay lập tức sau đó khi cô gặp một nhóm đàn ông say rượu tấn công cô, cô đã kháng cự và đánh bại đám côn đồ này bằng cách sử dụng chuyển động của các con vật hoang dã mà cô đã ghi nhớ. Sau đó, cô dạy các kỹ thuật cho chồng mình là Rama Isruna sau này là người đã chính thức truyền lại chúng cho con cháu. Có một số dị bản của truyền thuyết này tùy thuộc vào địa phương xảy ra câu chuyện. Trên đảo Bawean, cô Rama Sukana được cho là đã chứng kiến khỉ chiến đấu với nhau trong khi người Sunda ở Tây Java tin rằng cô Rama Sukana đã nhìn thấy một trận chiến đấu giữa một con khỉ đương đầu với với một con hổ.
Từ silat được những người nói tiếng Mã Lai trên khắp Đông Nam Á sử dụng, nhưng được gọi chính thức là Pencak silat lại xuất hiện ở Indonesia. Từ Pencak silat đã được sử dụng trên toàn cầu để chỉ silat thi đấu chuyên nghiệp dành cho thể thao, tương tự như từ tiếng Trung Wushu. Tên phương ngữ khu vực bao gồm penca (Tây Java), dika hoặc padik (Thái Lan), silek (cách phát âm tiếng Minangkabau của silat), main-po hoặc maen po (trong cách nói thấp giọng trong tiếng Sunda), và gayong hoặc gayung (được sử dụng ở một số vùng của Malaysia và Sumatra). Pencak silat là một trong những môn thể thao được đưa vào Đại hội thể thao Đông Nam Á và các cuộc thi khác trong khu vực. Pencak silat lần đầu tiên ra mắt tại Đại hội thể thao Đông Nam Á 1987 và Đại hội thể thao Châu Á 2018, cả hai đều được tổ chức tại Indonesia. Các lò võ tập luyện được giám sát dưới quyền các tổ chức quốc gia riêng biệt tại mỗi quốc gia chính mà môn võ này được tập luyện. Các tổ chức này là Ikatan Pencak Silat Indonesia (IPSI) ở Indonesia, Persekutuan Silat Kebangsaan Malaysia (PESAKA) ở Malaysia, Persekutuan Silat Brunei Darussalam (PERSIB) ở Brunei và Persekutuan Silat Singapura (PERSISI) ở Singapore. Những người thực hành nó được gọi là pesilat. Cả Pencak silat và Silat đều được UNESCO (Tổ chức Giáo dục, Khoa học và Văn hóa của Liên Hợp Quốc) công nhận là một phần di sản văn hóa phi vật thể vào tháng 12 năm 2019. 